# 2659 Millis
2659 Millis (1981 JX) là một tiểu hành tinh vành đai chính được phát hiện ngày 5 tháng 5 năm 1981 bởi E. Bowell ở Flagstaff (AM).